# Sonja Schmidt
Pour les articles homonymes, voir Schmidt.
Sonja Schmidt (née en 1946) est une chanteuse allemande.

## Biographie
Sonja Schmidt vient de Crimmitschau. Elle remporte des concours de jeunes talents, chante dans des groupes et produit ses premières chansons. Elle suit une formation de chanteuse au Zentrales Studio für Unterhaltungskunst. Grâce à de nombreuses tournées et des apparitions à la télévision, elle devient vite populaire. Entre 1967 et 1974, ses disques sortent chez Amiga. Au milieu des années 1970, elle devient parodiste, notamment de Vicky Leandros et de Nena. En 2006, elle annonce son retrait de la scène dans l'émission Unter uns diffusée sur MDR.

## Discographie
Albums
- 1973: Klaus Sommer/Sonja Schmidt (face B, Amiga)

Singles
- 1967: Nein, nein, nein, es lohnt sich nicht (face B, Amiga)
- 1970: Es waren sieben schöne Tage / Post bleibt Post (Amiga)
- 1971: Hat er sich verlaufen / Ein himmelblauer Trabant (Amiga)
- 1972: Die lange, lange Nacht / Es ist schade um die Zeit (Amiga)
- 1973: Ich habe immer Zeit für dich / Sieben Stunden tanzen (Amiga)

Titres sur une compilation
- 1968: Nein, nein, nein, es lohnt sich nicht dans Schlager-Asse (Amiga)
- 1969: Wenn schon, denn schon dans Schlager im Ziel (Amiga)
- 1971: Fahr mit mir hinaus dans Schlager 1971 (Amiga)
- 1971: Hat er sich verlaufen dans Schlagerkaleidoskop 2/71 (Amiga)
- 1972: Wenn du lachst dans Schlager-Box 1/72 (Amiga)
- 1973: Die lange, lange Nacht dans AMIGA-Express ’72 (Amiga)
- 1973: Ich hab’ immer für dich Zeit dans Box Nr. 6 (Amiga)
- 1974: Ich habe Grund zum Lachen dans Box Nr. 8 (Amiga)